# Lorilla
Lorilla es un antiguo municipio de Castilla la Vieja, código INE-095064 , hoy comunidad autónoma de Castilla y León, en la provincia de Burgos (España). Está situada en la comarca de Páramos
y en la actualidad depende del Ayuntamiento de Sargentes de la Lora. La localidad es un despoblado desde los años 70 del siglo XX.

## Geografía
El pueblo de Lorilla se sitúa en el límite de la provincia de Palencia con Cantabria, justo junto al escarpe del páramo de La Lora, ofreciendo unas excelentes vistas panorámicas del valle del Valderredible. Por su situación presenta un clima acentuado con bajas temperaturas y expuesto a los vientos. 
El acceso a Lorilla solo se puede realizar a través de caminos rurales y pistas sin asfaltar. Uno desde la carretera CA-757, próxima al Observatorio Astronómico de Cantabria, al este, otro desde la localidad palentina de Berzosilla al oeste y un tercero desde la carretera BU-V-6222 por el sur . Existen otros dos caminos peoniles de subida desde Sobrepenilla y Montecillo que también comunican el pueblo con Valderredible. Por alguno de sus tramos discurre la ruta de senderismo PR-S 38.

## Demografía
Evolución de la población
| Gráfica de evolución demográfica de Lorilla entre 2000 y 2017      |
|                                                                    |
| Población de derecho (2000-2017) según el padrón municipal del INE |

## Historia

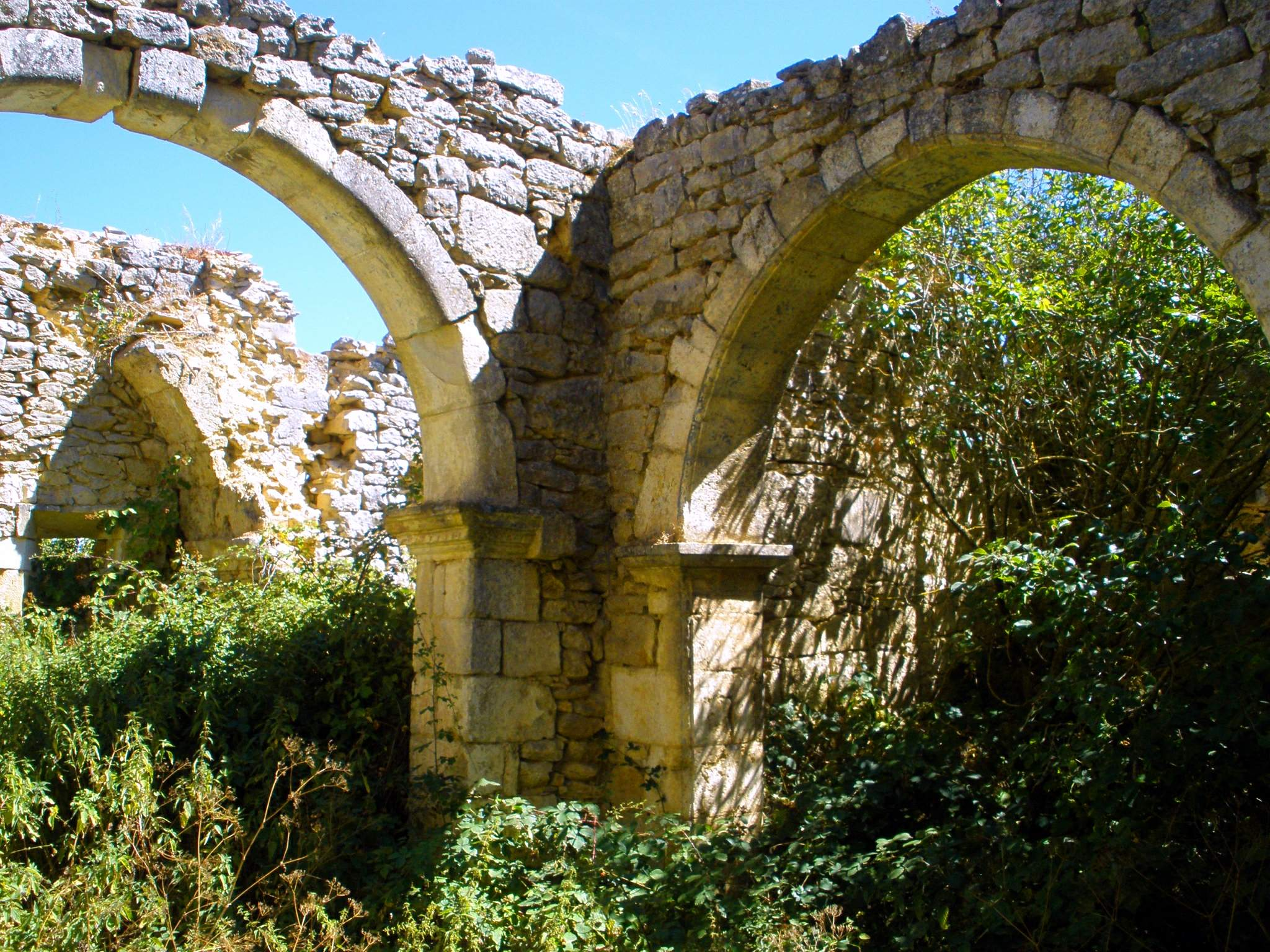
Ruina de la Iglesia de San Pedro Apóstol de Lorilla

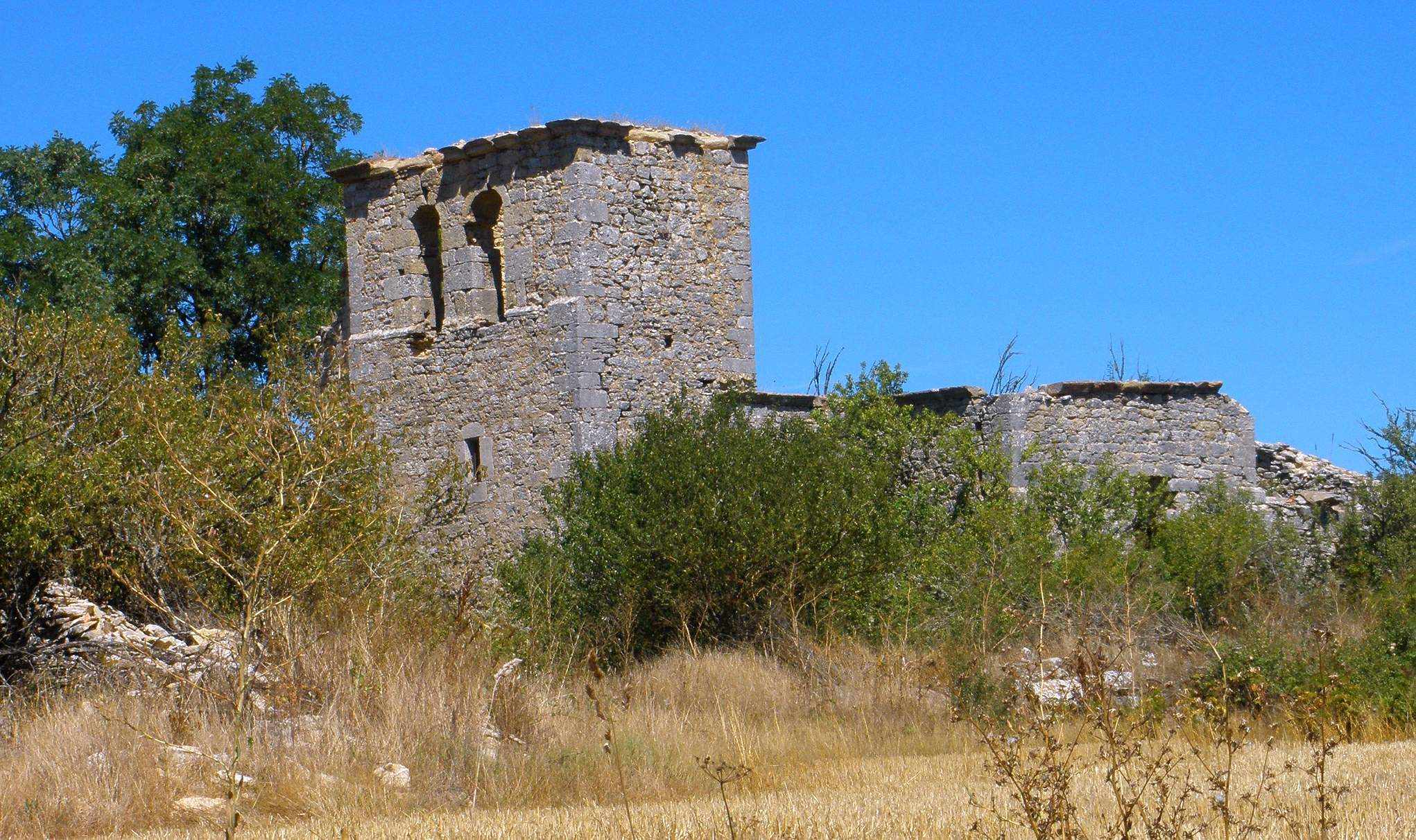
Ruina de la Iglesia de San Pedro Apóstol de Lorilla

El lugar formaba parte, del Partido de Burgos, uno de los catorce que formaban la Intendencia de Burgos, en su categoría de pueblos solos, durante el periodo comprendido entre 1785 y 1833, en el Censo de Floridablanca de 1787, jurisdicción de abadengo siendo su titular el Monasterio de Las Huelgas, alcalde pedáneo.
En 1843 pertenecía al partido de Sedano y contaba con 7 hogares y 28 habitantes.
Así se describe a Lorilla en el tomo X del Diccionario geográfico-estadístico-histórico de España y sus posesiones de Ultramar, obra impulsada por Pascual Madoz a mediados del siglo XIX:

Villa con ayuntamiento en la provincia, diócesis, audiencia territorial y capitanía general de Burgos (11 leguas), partido judicial de Sedano (4); Situada en la extremidad del elevado monte de la Lora encima de la cuesta que divide el valle de Valderredible, desde donde se divisa todo este; el clima es sano y despejado, si bien algunos días se deja caer la niebla sobre dicho monte; la combaten todos los vientos, y las enfermedades que más comúnmente se padecen son dolores de costado. Tiene 10 casas inclusa la consistorial que sirve también de cárcel; una fuente dentro de la población y dos en el término, cuyas aguas no son de la mejor calidad, pues provienen de terreno calizo, y últimamente una iglesia parroquial (San Pedro Apóstol) servida por un cura párroco y un sacristán. Confina el término N Sobrepenilla; E Valdeajos; S Barrio Pañizares, y O Respenda. El terreno es casi todo él de tercera clase, habiendo al N del pueblo un monte bien poblado de hayas. Caminos: los locales en buen estado. Correos: la correspondencia se recibe de Reinosa por peatón. Producciones: trigo morcajo, cebada, yeros y legumbres, en especial lentejas, ganado vacuno, lanar y de cerda, y caza de perdices y cogujadas. Industria: la agrícola. Población: 7 vecinos, 28 almas. Capital productivo: 105.320 reales. Imponible: 10.361. Contribución: 1.529 reales 5 maravedíes. El presupuesto municipal asciende a 328 reales, y se cubre por reparto vecinal.
Diccionario geográfico-estadístico-histórico de España y sus posesiones de Ultramar

Entre el censo de 1857 y el anterior, este municipio desaparece porque se integra en el municipio 09361 Sargentes de la Lora.
Durante la guerra civil española, la localidad fue afectada por las operaciones militares del frente norte durante la Batalla de Santander. Aún es posible ver restos de las trincheras de aquella contienda en las proximidades, junto al aeródromo de La Lora. El pueblo fue reconstruido pero el abandono de su población fue progresivo hasta que en 1973 lo habitó su último vecino. Actualmente la población se encuentra en ruinas excepto dos pequeñas construcciones agrarias.

## Parroquia
La iglesia está dedicada a San Pedro Apóstol. Sus campanas ahora tocan en la iglesia de El Salvador, en el barrio burgalés de Capiscol.
- Párroco: Joaquín Cidad Pérez